# No Air
"No Air" é o segundo single de Jordin Sparks em seu álbum de estreia, Jordin Sparks. É um dueto com o cantor de R&B Chris Brown.

## Desempenho nas paradas
"No Air" começou a ser tocada nas rádios norte-americanas em Dezembro de 2007, dois meses antes do lançamento oficial. Em 27 de Janeiro, "No Air" estava em #39 na audiência das rádios e atualmente está em #5 com uma audiência de mais de 27 milhões. [carece de fontes?]
"No Air" recebeu mais de 255.140 downloads e atualmente é a 13ª canção mais baixada nos Estados Unidos.Em 2008 a canção entrou para Guiness World Records como a parceria entre um homem e uma mulher que mais permaneceu nas paradas.[carece de fontes?]
Em 29 de Dezembro de 2007, "No Air" estreou no Bubbling Under Hot 100 na posição #114. Na semana seguinte subiu 10 posições para o que equivale a posição #104. Em 19 de Janeiro, estreou na Billboard Hot 100 na posição #95. A canção chegou a posição #42 antes mesmo de ser lançada oficialmente. Até agora a canção atingiu a posição #3, tornando-se o segundo single top 10 de Jordin Sparks. [carece de fontes?]

### Posições
| Top (2007/2008)                         | Top posição |
| --------------------------------------- | ----------- |
| Estados Unidos - Billboard Hot 100      | 2           |
| Estados Unidos - Billboard Pop 100      | 1           |
| Canadá Hot 100                          | 1 (2x)      |
| Argentina Top 100 Singles               | 1(7x)       |
| Nova Zelândia - Parada de Singles RIANZ | 1(3x)       |
| Bélgica - Singles Chart                 | 1(5x)       |
| Eslováquia Slovak Airplay Chart         | 1           |
| Austrália ARIA Charts                   | 1(4x)       |
| Portugal - Top 50 Nacional              | 34          |
| Europa - European Hot 100 Singles       | 1(8x)       |
| Itália - Top 50 Request KAOS            | 1(6x)       |
| Brasil - Billboard Hot 100 Airplay      | 1(8x)       |
| Brasil - Hot 100 Brasil chart           | 1(9x)       |
| Espanha - Top 50 Spain chart singles    | 1(2x)       |
| Mundo United World Chart                | 1(5x)       |